# Best Of (compilation)
Pour les articles homonymes, voir Best of.
Albums de Anggun
Luminescence
(2005) Élévation
(2008)
Compilations par Anggun
Yang Hilang
(1994) Best-Of: Design of a Decade 2003–2013
(2013)
Best Of est la 2e compilation indonésienne d'Anggun, paru en décembre 2006. Il sort en mai 2007 en Malaisie et le 8 juin 2007 en Italie.

## Présentation
Sur cette compilation, il y a tous les singles internationaux de l'album Snow on the Sahara, sorti en 1997.
L'édition de l'Indonésie et de la Malaisie, contient des réarrangements de trois chansons populaires sorties en 1990, "Mimpi", "Bayang Bayang Ilusi" et "Takut". Cette édition contient 19 pistes ainsi qu'un VCD Bonus de 11 pistes.
L'édition italienne contient 17 pistes et un DVD bonus de 11 pistes.
En à peine un mois, Anggun a réussi à remporter un disque Double Platine en Indonésie.

## Liste des titres en Indonésie et Malaisie
| 1.  | Mimpi                                               | 5:38 |
| 2.  | Bayang-Bayang Ilusi                                 | 4:45 |
| 3.  | Takut                                               | 5:37 |
| 4.  | I'll Be Alright                                     | 3:10 |
| 5.  | In Your Mind                                        | 3:22 |
| 6.  | Snow On The Sahara                                  | 3:42 |
| 7.  | Undress Me                                          | 3:33 |
| 8.  | Deep Blue Sea                                       | 4:12 |
| 9.  | Still Reminds Me                                    | 3:25 |
| 10. | Mantra                                              | 3:38 |
| 11. | Kembali                                             | 4:26 |
| 12. | Summer In Paris                                     | 3:49 |
| 13. | Chrysalis                                           | 3:33 |
| 14. | Yang 'Ku Tunggu ("Yang Aku Tunggu" en Malaisie)     | 4:02 |
| 15. | Open Your Heart                                     | 3:32 |
| 16. | A Rose In The Wind (Chris Lord-Alge Remix)          | 3:59 |
| 17. | Still Reminds Me (Jason Nevins Midtempo Radio Edit) | 3:33 |
| 18. | Saviour (Teetoff's Dance Radio Edit)                | 3:52 |
| 19. | Snow On The Sahara (Amen Radio Edit)                | 4:23 |

| 1.  | Snow On The Sahara                         |  |
| 2.  | A Rose In The Wind (Chris Lord-Alge Remix) |  |
| 3.  | Still Reminds Me                           |  |
| 4.  | Chrysalis (Hex Hector Video Mix)           |  |
| 5.  | Yang 'Ku Tunggu                            |  |
| 6.  | Deep Blue Sea (Deep Forest Ft. Anggun)     |  |
| 7.  | In Your Mind                               |  |
| 8.  | Saviour (The Transporter II Soundtrack)    |  |
| 9.  | I'll Be Alright                            |  |
| 10. | Anggun's Exclusive Interview               |  |
| 11. | Still Reminds Me (Jason Nevins Video Mix)  |  |

## Liste des titres en Italie
| 1.  | I'll Be Alright                                |  |
| 2.  | Snow On The Sahara (Special Radio Edit)        |  |
| 3.  | Undress Me                                     |  |
| 4.  | Amore Immaginato (Duo avec Piero Pelù)         |  |
| 5.  | Still Reminds Me (Special Radio Edit)          |  |
| 6.  | A Rose In The Wind (Chris Lord-Alge Remix)     |  |
| 7.  | Chrysalis (Hex Hector Pop Radio Edit)          |  |
| 8.  | Saviour                                        |  |
| 9.  | Summer In Paris (with DJ Cam)                  |  |
| 10. | World (Radio Edit - with Zucchero)             |  |
| 11. | In Your Mind                                   |  |
| 12. | Open Your Heart                                |  |
| 13. | A Crime (English version of Garde-Moi)         |  |
| 14. | Mimpi                                          |  |
| 15. | Snow On The Sahara (Amen Remix Radio Edit)     |  |
| 16. | Still Reminds Me (Jason Nevins Up Tempo Remix) |  |
| 17. | I'll Be Alright (Teetoff's Dance Radio Edit)   |  |

| 1.  | Snow on The Sahara                               |  |
| 2.  | A Rose In The Wind                               |  |
| 3.  | Still Reminds Me                                 |  |
| 4.  | Still Reminds Me (Jason Nevins Video Mix)        |  |
| 5.  | Chrysalis (Hex Hector Video Mix)                 |  |
| 6.  | Amore Immaginato (Duo avec Piero Pelu)           |  |
| 7.  | In Your Mind                                     |  |
| 8.  | Saviour (OST 'Transporter Extreme'/Solo Version) |  |
| 9.  | I'll Be Alright (Previously unreleased)          |  |
| 10. | A Crime (Previously unreleased)                  |  |
| 11. | Exlusive: Anggun's Interview                     |  |

## Classements
| Pays      | Meilleure position |
| --------- | ------------------ |
| Indonésie | 1                  |
| Italie    | 97                 |